# Aleksandr Mikhailovich Butlerov
Lỗi Lua trong Mô_đun:Redirect tại dòng 77: không thể phân tích trang đổi hướng "Butlerov".
Aleksandr Mikhailovich Butlerov (tiếng Nga: Александр Михайлович Бутлеров) (15 tháng 9 năm 1828 – 17 tháng 8 năm 1886) là một nhà hóa học người Nga, là một trong những người đưa ra thuyết cấu tạo hóa học (1857-1861), người đầu tiên kết hợp liên kết đôi vào công thức phân tử, người tìm ra formaldehyde và phản ứng formose.
Miệng núi lửa Butlerov trên Mặt Trăng được đặt theo tên ông.